# AVFoundation
AVFoundation è un framework multimediale scritto API in Objective-C e Swift, che fornisce servizi di alto livello per lavorare con media audiovisivi nei sistemi operativi basati su Apple Darwin : iOS, macOS, tvOS e watchOS . È stato introdotto per la prima volta in iOS 4 e ha visto cambiamenti significativi in iOS 5 e iOS 6 . A partire da Mac OS X Lion, è il framework multimediale predefinito in macOS.

## Kit AV
Come componente di AVFoundation, AVKit è un'API fornita con OS X Mavericks 10.9+ e può essere utilizzata con Xcode 5.0+ per lo sviluppo di lettori multimediali per Mac.
Il framework del software AVKit sostituisce QTKit, deprecato in OS X Mavericks e dismesso con il rilascio di macOS Catalina.